# Xique-Xique
Xique-Xique es un municipio brasileño del Estado de Bahía. Su población estimada en 2004 era de 46.947 habitantes. 
El municipio posee un yacimiento arqueológico (arte rupestre brasileño) de interés histórico y turístico.

## Geografía
Está situado en la margen derecha del río San Francisco que alberga un puerto de gran importancia para la economía de la región.